# سوريا في الألعاب الأولمبية الصيفية 2012
شاركت سوريا في الألعاب الأولمبية الصيفية 2012 في لندن، المملكة المتحدة من 27 يوليو إلى 12 أغسطس 2012 وذلك بعشرة لاعبين وهم: مجد الدين غزال وغفران محمد (ألعاب قوى) – بيان جمعة وأزاد برزاي (سباحة) – عهد جغيلي وثريا صبح (رفع الأثقال) – أحمد حمشو (فروسية) راية زين الدين (رماية) – وسام سلامانة (ملاكمة) عمر حسنين (دراجات).

## ألعاب القوى
في رياضة العاب القوى شاركت سوريا بلاعبين اثنين :
- الوثب العالي : مجد غزال رقمه 2.16 م.
- 400 متر موانع نساء : غفران محمد رقمها 58.09 ث.

الرياضيون السوريين قد حققوا حتى الآن معايير التأهل في والأحداث ألعاب القوى التالية (بحد أقصى من 3 رياضيين في كل حدث على مستوى "أ"، و 1 في مستوى 'ب'):

## السباحة
في رياضة السباحة شاركت سوريا بسباحين اثنين وهما :
- 100 متر صدر : أزاد برزاي زمنه 1.34 د.
- 100 متر حرة : بيان جمعة زمنها 29.78 ثانية.

## رفع الأثقال
في رياضة رفع الاثقال شاركت سوريا بلاعبين اثنين وهما :
- وزن 105 كغ : عهد جغيلي مجموع وزن الرفع 398 كغ. وقد حل بالمركز السادس.
- وزن 75 كغ : ثريا صبح مجموع وزن الرفع 201 كغ.

## فروسية
في رياضة الفروسية شاركت سوريا بفارس واحد :
- القفز : أحمد حمشو
- الدور الأول : حصل على المركز 33 بخطأ واحد وتأهل إلى الدور الثاني.
- الدور الثاني : خرج من هذا الدور بعد حلوله بالمركز الأخير بحصوله على 30 خطأ.[4]

## الملاكمة
في رياضة الملاكمة شاركت سوريا بملاكم واحد :
- وزن 56 : وسام سلامانة خرج من الدور الأول امام الكازاخستاني كانات أبوتاليبوف بالنقاط 7-15

## الرماية
في رياضة الرماية شاركت سوريا برامية واحدة :
- البندقية ضغط الهواء : راية زين الدين حققت المركز 50 والأخير وحصلت على 388 نقطة.

## الدرجات
في رياضة سباق الدرجات شاركت سوريا بدراج واحدة :
- سباق الطرق : عمر حسنين : لم يستطع اكمال السباق بسبب حادث جماعي تعرض له عدة دراجين.

## مقالات ذات صلة
- الوطن العربي في الألعاب الأولمبية الصيفية 2012